# Wheeler (Texas)
Pour les articles homonymes, voir Wheeler.
La ville de Wheeler est le siège du comté de Wheeler, dans l’État du Texas, aux États-Unis. Sa population s’élevait à 1 592 habitants lors du recensement de 2010, estimée à 1 625 habitants en 2016.

## Source
- (en) Cet article est partiellement ou en totalité issu de l’article de Wikipédia en anglais intitulé « Wheeler, Texas » (voir la liste des auteurs).